# ケイレブ・ランドリー・ジョーンズ
ケイレブ・ランドリー・ジョーンズ（Caleb Landry Jones, 1989年12月7日 - ）は、アメリカ合衆国テキサス州ガーランド出身の俳優・ミュージシャンである。
身長180cm。体重65kg。出生名はケイレブ・ジョーンズ（Caleb Jones）。喫煙者。名前については、「カレブ」「キャレブ」と表記されることがある。

## 経歴
パトリック・ジョーンズとシンディ・ジョーンズ夫妻の息子として、テキサス州ガーランドで生まれる。幼少の頃、家族と共にリチャードソンへ引っ越した。
17歳の頃、『ノーカントリー』で映画デビュー。その後、テレビドラマや映画などで脇役を担当し、少しずつキャリアを積む。2010年、アメリカで公開された映画『ラスト・エクソシズム』で悪魔に憑依された少女の兄を演じ、『ニューヨーク・タイムズ』で「見ている者の心を乱す演技をする俳優」と絶賛される。『ラスト・エクソシズム』に出演したことについて「これが僕の人生を変えた」と話しており、同年、俳優としてのキャリアをさらに追求するため、ロサンゼルスへ行くことを決意する。
アメリカの人気コミック『X-メン』を実写化した2011年公開の映画『X-MEN:ファースト・ジェネレーション』でショーン・キャシディ（バンシー）役に大抜擢され、業界内外から注目を浴びるようになった。
2011年11月、映画監督デヴィッド・クローネンバーグの息子であるブランドン・クローネンバーグが初監督した長編映画『アンチヴァイラル』で初主演を務めることが発表された。この映画は2012年にカンヌ国際映画祭とトロント国際映画祭に出品され、ジョーンズは共演した女優のサラ・ガドン、監督のブランドン・クローネンバーグと共に出席した。同作は北米で2012年10月12日に公開され、日本では2013年5月25日に公開された。
2012年1月、全米で初登場1位を記録した映画『ハード・ラッシュ』ではマーク・ウォールバーグ演じる主人公の義弟役として出演し、ケイト・ベッキンセイルやベン・フォスターらと共演した。ジョン・ブアマンが監督した2014年予定の映画『クィーン アンド カントリー』でも主要人物の一人を演じ、カラム・ターナーやヴァネッサ・カービーらと共演している。
2017年に出演した『ゲット・アウト』『フロリダ・プロジェクト 真夏の魔法』『スリー・ビルボード』の3作はいずれも第90回アカデミー賞にノミネートされ、このうち『ゲット・アウト』と『スリー・ビルボード』は作品賞にもノミネートされた。
2021年には主演作のオーストラリア映画『ニトラム/NITRAM』で高い評価を受けた。

## 音楽活動
俳優業だけでなくミュージシャンとしても活動している。10代の頃、友人のロバート・ハドソンと共にサイケデリック・ロックバンド「ロバート・ジョーンズ（Robert Jones）」を結成し、ボーカルとドラムを担当していた。2009年には『Men and Their Horses』というタイトルのファーストアルバムをデジタル・ダウンロードとしてリリースした。ジョーンズの俳優としてのキャリアが軌道に乗り始めてからは、バンド活動は休止している。
バンド活動以外のソロでの楽曲も多数所有しており、ドラムだけでなく、ギター、ハーモニカ、ピアノの演奏もこなす。動画サイトYouTubeにも、弾き語りをする動画などがアップロードされており、卓越した歌唱パフォーマンスを視聴することができる。

## フィルモグラフィ

### 映画
| 年   | 題名                                                         | 役名                            | 備考 |
| ---- | ------------------------------------------------------------ | ------------------------------- | --- |
| 2007 | ノーカントリー No Country for Old Men                        | 自転車に乗った少年              | |
| 2007 | Superbad                                                     | パーティの少年                  | |
| 2008 | The Longshots                                                | ジョンジー                      | |
| 2010 | ラスト・エクソシズム The Last Exorcism                       | ケイレブ・スウィーツァー        | |
| 2010 | ソーシャル・ネットワーク The Social Network                  | フラタニティの男                | |
| 2011 | X-MEN:ファースト・ジェネレーション X-Men: First Class        | ショーン・キャシディ / バンシー | |
| 2012 | ハード・ラッシュ Contraband                                  | アンディ                        | |
| 2012 | ビザンチウム Byzantium                                       | フランク                        | |
| 2012 | アンチヴァイラル Antiviral                                   | シド・マーチ                    | |
| 2014 | 神様なんかくそくらえ Heaven Knows What                       | イリヤ                          | |
| 2014 | クィーン アンド カントリー Queen & Country                   | パーシー・ハプグッド            | |
| 2014 | ゴッド・タウン God's Pocket                                  | レオン・ハバード                | |
| 2015 | ストーンウォール Stonewall                                   | アニー                          | |
| 2016 | バッドガイズ!! War on Everyone                               | ラッセル・バードウェル          | |
| 2017 | ゲット・アウト Get Out                                       | ジェレミー・アーミテージ        | |
| 2017 | フロリダ・プロジェクト 真夏の魔法 The Florida Project        | ジョン・ヒックス                | |
| 2017 | バリー・シール/アメリカをはめた男 American Made              | JB                              | |
| 2017 | スリー・ビルボード Three Billboards Outside Ebbing, Missouri | レッド・ウェルビー              | |
| 2018 | ストレンジャー 異界からの訪問者 Welcome the Stranger         | イーサン                        | |
| 2019 | ニューヨーク 親切なロシア料理店 The Kindness of Strangers    | ジェフ                          | |
| 2019 | デッド・ドント・ダイ The Dead Don't Die                      | ボビー・ウィギンス              | |
| 2020 | アウトポスト The Outpost                                     | タイ・マイケル・カーター特技兵  | |
| 2021 | ニトラム/NITRAM Nitram                                       | ニトラム                        | 第74回カンヌ国際映画祭男優賞受賞 2021年度オーストラリア映画テレビ芸術アカデミー賞主演男優賞受賞 第54回シッチェス・カタロニア国際映画祭主演男優賞受賞 |
| 2021 | フィンチ Finch                                               | ジェフ                          | |
| 2023 | DOGMAN ドッグマン Dogman                                     | ダグラス                        | |
| TBA  | Dracula - A Love Tale                                        | ドラキュラ                      | ブラム・ストーカー『吸血鬼ドラキュラ』原作 |

### テレビシリーズ
| 年        | 題名                              | 役名                     | 備考        |
| --------- | --------------------------------- | ------------------------ | ----------- |
| 2008-2010 | Friday Night Lights               | ジミー・アドラー         | 5エピソード |
| 2009-2010 | ブレイキング・バッド Breaking Bad | ルイ                     | 2エピソード |
| 2010      | ビクトリアス Victorious           | 男性                     | 1エピソード |
| 2017      | ツイン・ピークス Twin Peaks       | スティーヴン・バーネット | 4エピソード |